# Björkön, Raseborg
Björkön är en ö i Finland. Den ligger i Skärgårdshavet och i kommunen Raseborg i den ekonomiska regionen  Raseborg i landskapet Nyland, i den sydvästra delen av landet. Ön ligger omkring 100 kilometer väster om Helsingfors.
Öns area är 5,9 hektar och dess största längd är 390 meter i nord-sydlig riktning. Ön höjer sig omkring 25 meter över havsytan. I omgivningarna runt Björkön växer i huvudsak barrskog.